# Morley (Meuse)
Pour les articles homonymes, voir Morley.
Morley est une commune française située dans le département de la Meuse, en région Grand Est.

## Géographie

### Localisation
La commune est à 16,5 km de Lygny-en-Barrois et 28,7 de Saint-Dizier.

### Géologie et relief
Hydrogéologie et climatologie : Système d’information pour la gestion des eaux souterraines en Seine-Normandie :
Territoire communal : Occupation du sol (Corinne Land Cover); Cours d'eau (BD Carthage),
Géologie : Carte géologique; Coupes géologiques et techniques,
 Hydrogéologie : Masses d'eau souterraine; BD Lisa; Cartes piézométriques.

### Sismicité
Commune située dans une zone 1 de sismicité très faible.

### Hydrographie
La commune est dans la région hydrographique « la Seine de sa source au confluent de l'Oise (exclu) » au sein du bassin Seine-Normandie. Elle est drainée par la Saulx, l'Orge et divers autres petits cours d'eau,.
La Saulx, d'une longueur de 115 km, prend sa source dans la commune de Germay et se jette  dans la Marne à Vitry-le-François, après avoir traversé 39 communes. Les caractéristiques hydrologiques de la Saulx sont données par la station hydrologique située sur la commune de Montiers-sur-Saulx. Le débit moyen mensuel est de 1,37 m3/s. Le débit moyen journalier maximum est de 18,4 m3/s, atteint lors de la crue du 14 janvier 2004. Le débit instantané maximal est quant à lui de 22 m3/s, atteint le même jour.

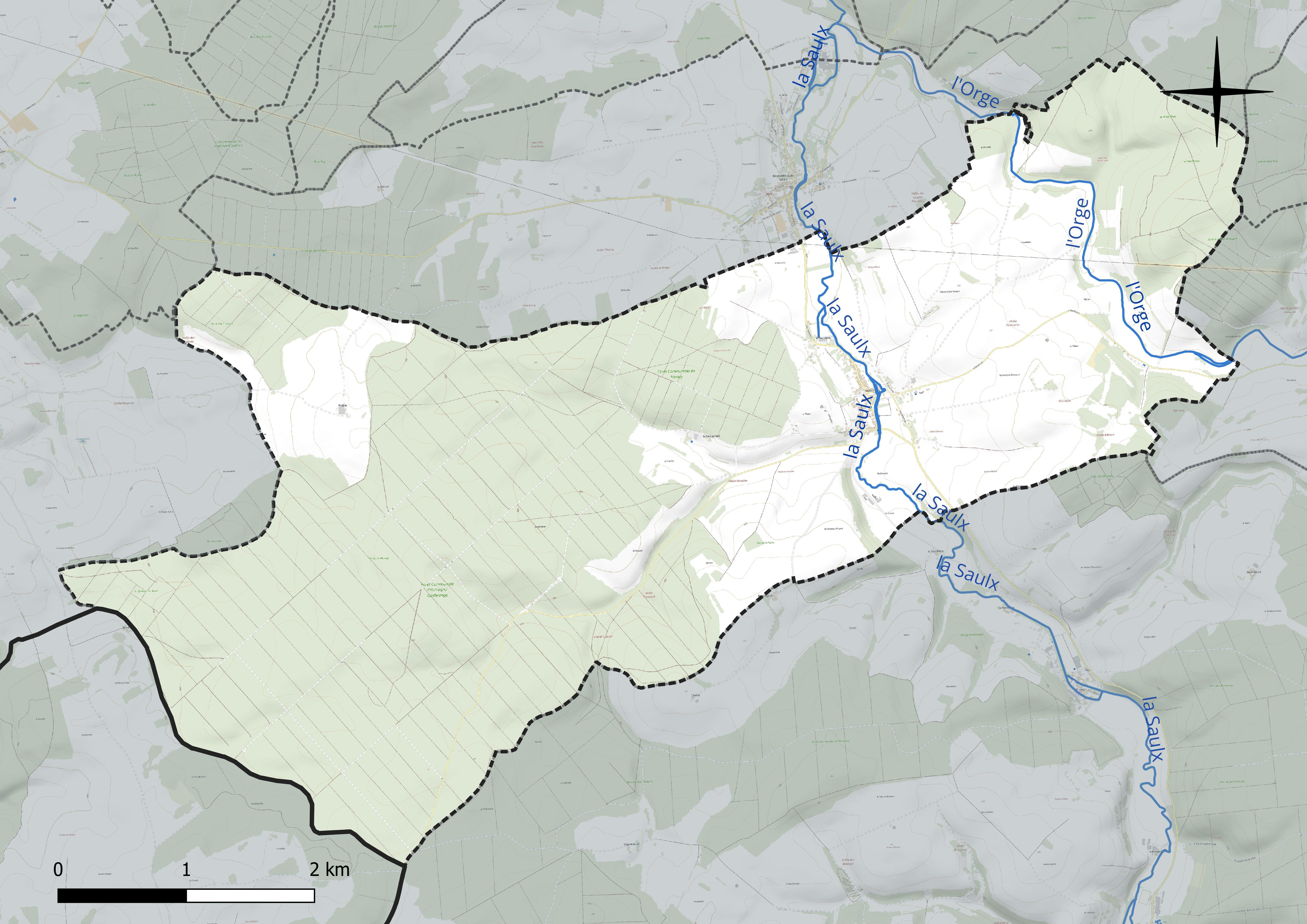
Réseau hydrographique de Morley.

L'Orge, d'une longueur de 26 km, prend sa source dans la commune de Gillaumé et se jette  dans la Saulx à Le Bouchon-sur-Saulx, après avoir traversé neuf communes. 

### Climat
Pour des articles plus généraux, voir Climat du Grand Est et Climat de la Meuse.
En 2010, le climat de la commune est de type climat de montagne, selon une étude du Centre national de la recherche scientifique s'appuyant sur une série de données couvrant la période 1971-2000. En 2020, Météo-France publie une typologie des climats de la France métropolitaine dans laquelle la commune est exposée à un climat océanique altéré et est dans la région climatique  Lorraine, plateau de Langres, Morvan, caractérisée par un hiver rude (1,5 °C), des vents modérés et des brouillards fréquents en automne et hiver. 
Pour la période 1971-2000, la température annuelle moyenne est de 9,8 °C, avec une amplitude thermique annuelle de 16 °C. Le cumul annuel moyen de précipitations est de 1 042 mm, avec 13,9 jours de précipitations en janvier et 9,9 jours en juillet. Pour la période 1991-2020, la température moyenne annuelle observée sur la station météorologique de Météo-France la plus proche, « Chevillon_sapc », sur la commune de Chevillon à 10 km à vol d'oiseau, est de 11,1 °C et le cumul annuel moyen de précipitations est de 982,1 mm. 
La température maximale relevée sur cette station est de 40,6 °C, atteinte le 25 juillet 2019 ; la température minimale est de −17,4 °C, atteinte le 20 décembre 2009,,. 
Les paramètres climatiques de la commune ont été estimés pour le milieu du siècle (2041-2070) selon différents scénarios d'émission de gaz à effet de serre à partir des nouvelles projections climatiques de référence DRIAS-2020. Ils sont consultables sur un site dédié publié par Météo-France en novembre 2022.

### Voies de communications et transports

#### Voies routières
- D5 > D169 vers Ligny-en-Barrois.
- D5 > Route nationale 4 Vers Saint-Dizier.

#### Transports en commun
- Fluo Grand Est.

#### Lignes SNCF

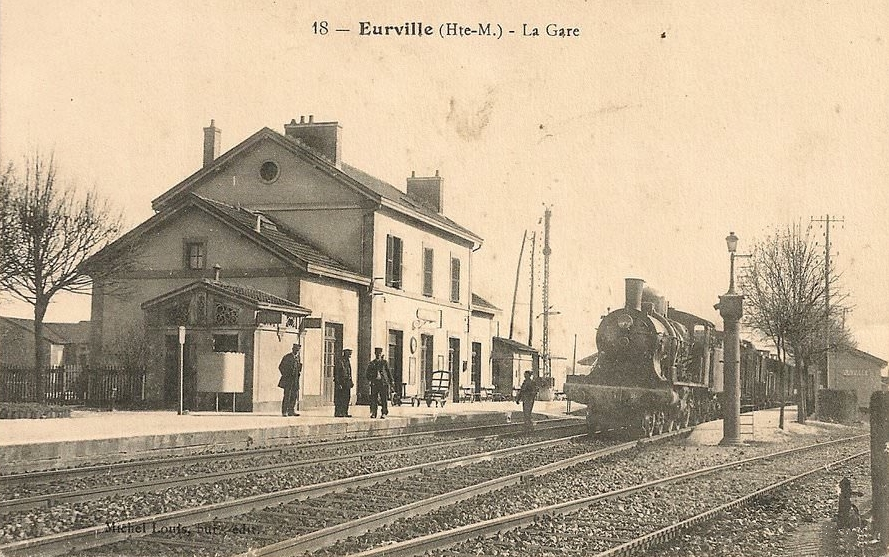
Gare d'Eurville, vers 1920.

- Gare de Chevillon
- Gare de Bayard
- Gare d'Eurville
- Gare de Nançois - Tronville
- Gare de Joinville

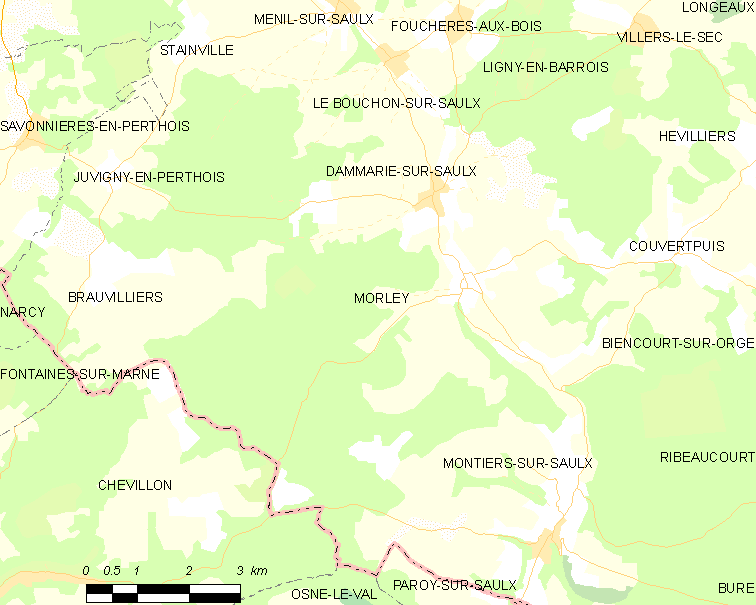
Carte de la commune.
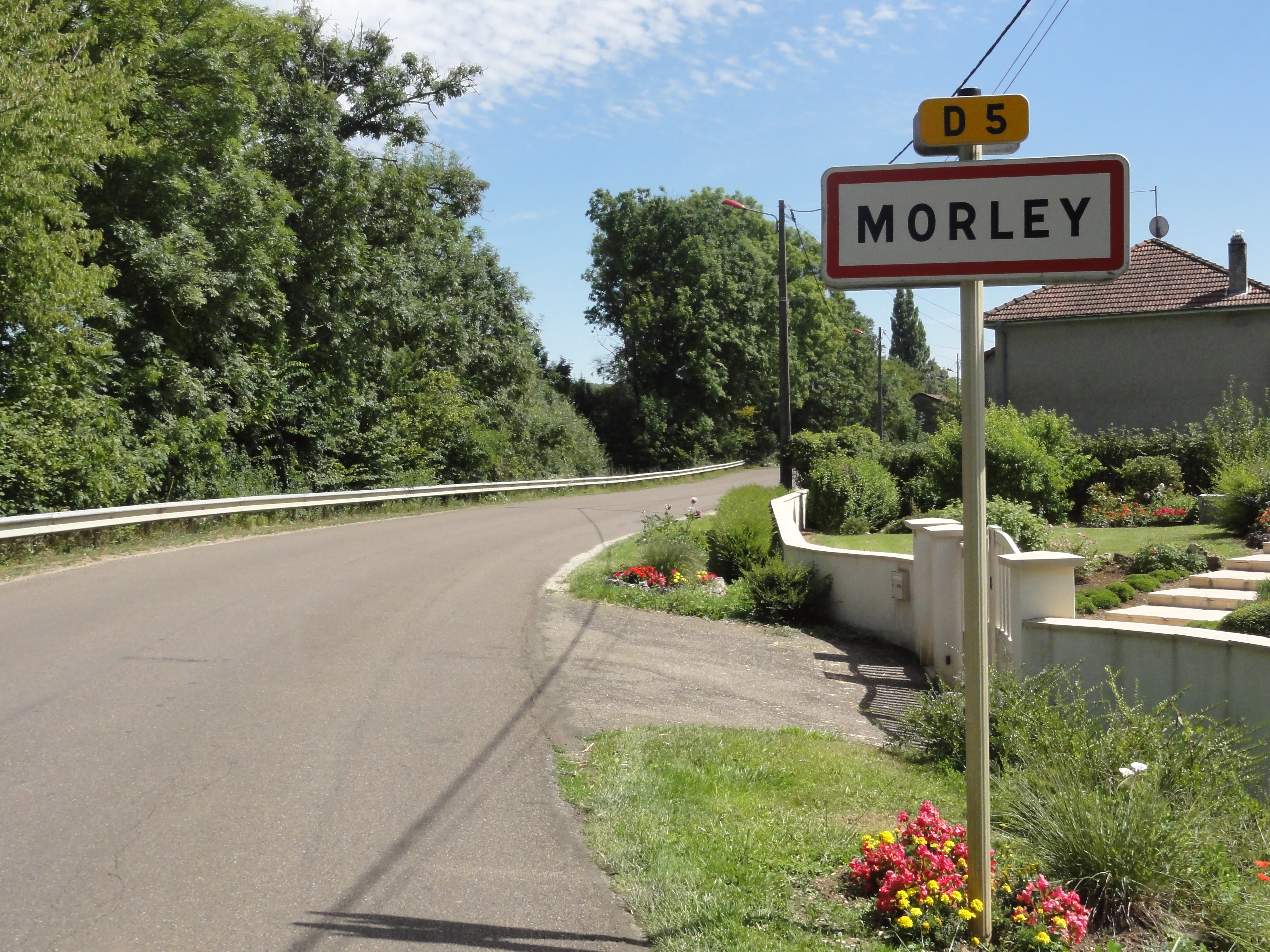
Entrée de Morley.
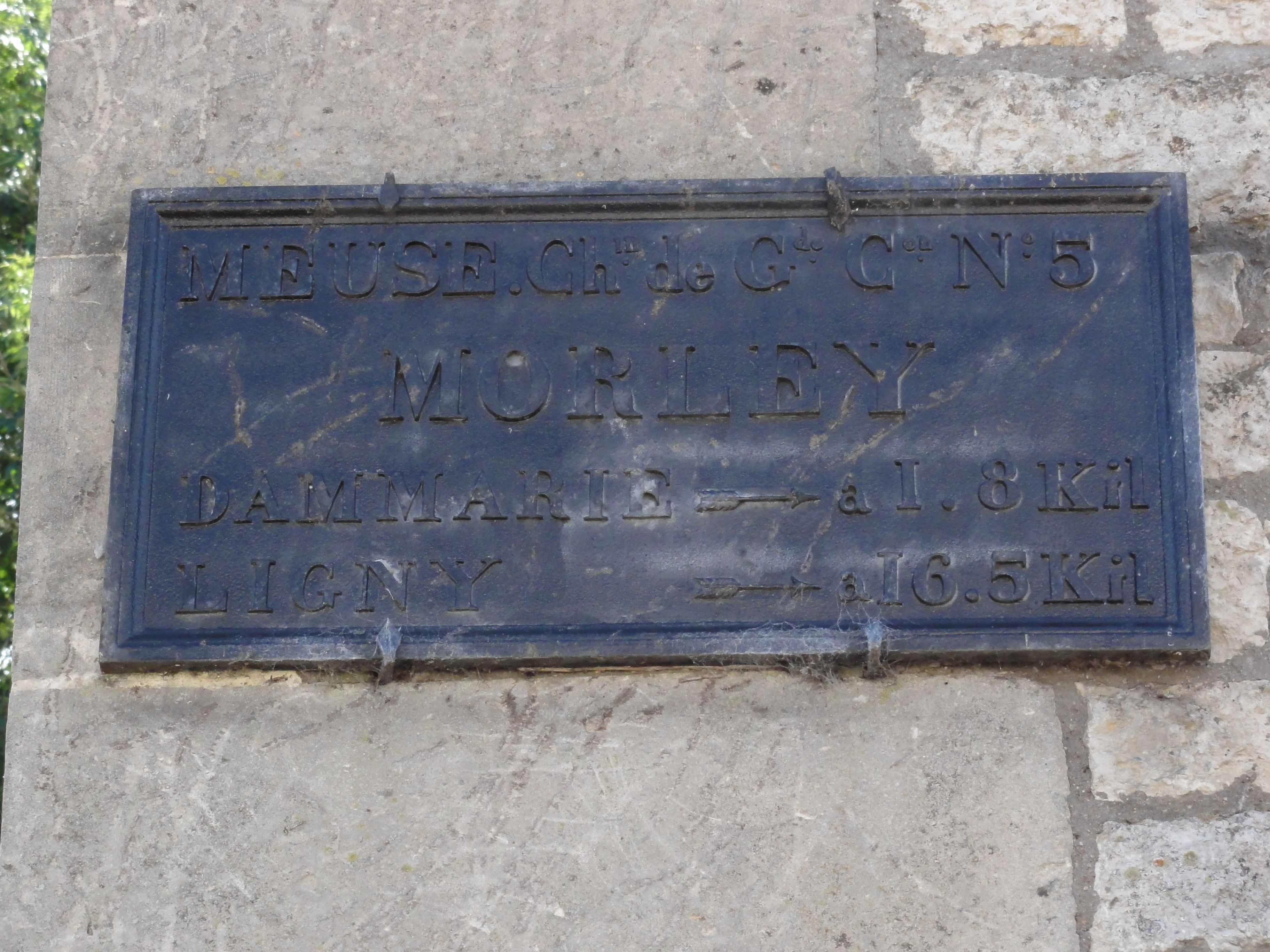
Plaque de cocher, Dammarie à 1.8 km.

## Urbanisme

### Typologie
Au 1er janvier 2024, Morley est catégorisée commune rurale à habitat dispersé, selon la nouvelle grille communale de densité à sept niveaux définie par l'Insee en 2022.
Elle est située hors unité urbaine et hors attraction des villes,.

### Occupation des sols
L'occupation des sols de la commune, telle qu'elle ressort de la base de données européenne d’occupation biophysique des sols Corine Land Cover (CLC), est marquée par l'importance des forêts et milieux semi-naturels (62,4 % en 2018), une proportion sensiblement équivalente à celle de 1990 (61,8 %). La répartition détaillée en 2018 est la suivante : 
forêts (61,2 %), terres arables (27,5 %), prairies (6,3 %), zones agricoles hétérogènes (3,7 %), milieux à végétation arbustive et/ou herbacée (1,2 %), zones urbanisées (0,1 %). L'évolution de l’occupation des sols de la commune et de ses infrastructures peut être observée sur les différentes représentations cartographiques du territoire : la carte de Cassini (XVIIIe siècle), la carte d'état-major (1820-1866) et les cartes ou photos aériennes de l'IGN pour la période actuelle (1950 à aujourd'hui).

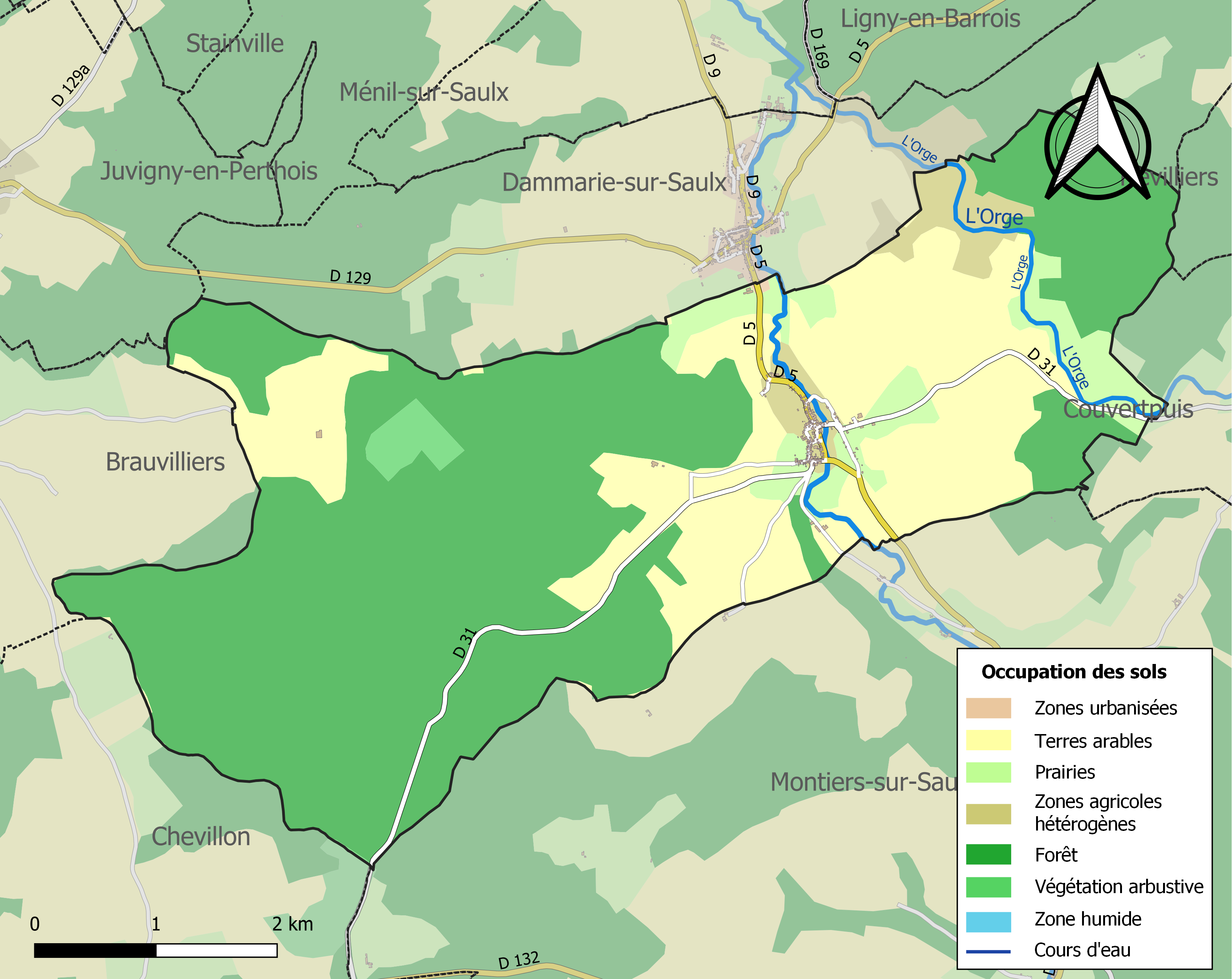
Carte des infrastructures et de l'occupation des sols de la commune en 2018 (CLC).

## Toponymie
Le nom de la localité est attesté sous les formes « Datum Morlacas vico publico quod fecit mensis Marcius dies decem, anno XVI regni domini nostri Cloth… » (VIIe siècle) ; « Datum quod fecit mensis december dies XII, anno V regni nostri, Morlaco in Dei nomine feliciter… » (678) ; « Ad nostro palatio Morlaco villa jussemus advenire… datum medio mense september, annum V regni nostri… » (678) ; Morlei (1188) ; Morley (1188) ; Morleyum (1402) ; Morlay (1700) ; Morlacum (1707) ; Morlaca (1711) ; Mariscarius seu Morlacum (1741) ; Marlacum, Marlaca (1756).

- Toponymes Morley (Meuse)

## Histoire
« Riche Possé, pauvre Morley », ce dicton local évoque l’ancien village gallo-romain de Possé (Posseïm) qui se trouvait sur la voie romaine entre Nasium et le Chatelet.
Morley était chef-lieu d'une prévôté royale avant 1751. La châtellenie de Morley était enclavée dans les domaines du comte de Bar, mais elle appartenait au seigneur de Commercy.
En 1817, François Humbert ouvre le premier établissement orthopédique français dans le village.

## Politique et administration

### Liste des maires
| Période                                  | Période                   | Identité                                               | Étiquette | Qualité                            |
| ---------------------------------------- | ------------------------- | ------------------------------------------------------ | --------- | ---------------------------------- |
| Les données manquantes sont à compléter. |                           |                                                        |           |                                    |
| 1803                                     | 1812                      | François Humbert                                       |           | Médecin, passionné par l’anatomie, |
| mars 2001                                | mars 2008                 | Marcel Pionnier                                        |           |                                    |
| mars 2008                                | En cours (au 25 mai 2020) | Marie-Laure Chevallier Réélue pour le mandat 2020-2026 |           |                                    |

## Population et société

### Démographie

#### Évolution démographique
L'évolution du nombre d'habitants est connue à travers les recensements de la population effectués dans la commune depuis 1793. Pour les communes de moins de 10 000 habitants, une enquête de recensement portant sur toute la population est réalisée tous les cinq ans, les populations de référence des années intermédiaires étant quant à elles estimées par interpolation ou extrapolation. Pour la commune, le premier recensement exhaustif entrant dans le cadre du nouveau dispositif a été réalisé en 2004.

En 2022, la commune comptait 207 habitants, en évolution de +0,98 % par rapport à 2016 (Meuse : −4,4 %, France hors Mayotte : +2,11 %).
| 1793 | 1800 | 1806 | 1821 | 1831 | 1836 | 1841 | 1846 | 1851 |
| ---- | ---- | ---- | ---- | ---- | ---- | ---- | ---- | ---- |
| 472  | 509  | 555  | 549  | 644  | 678  | 692  | 643  | 642  |

| 1856 | 1861 | 1866 | 1872 | 1876 | 1881 | 1886 | 1891 | 1896 |
| ---- | ---- | ---- | ---- | ---- | ---- | ---- | ---- | ---- |
| 620  | 649  | 667  | 620  | 618  | 622  | 588  | 547  | 528  |

| 1901 | 1906 | 1911 | 1921 | 1926 | 1931 | 1936 | 1946 | 1954 |
| ---- | ---- | ---- | ---- | ---- | ---- | ---- | ---- | ---- |
| 668  | 471  | 431  | 455  | 444  | 417  | 352  | 334  | 329  |

| 1962 | 1968 | 1975 | 1982 | 1990 | 1999 | 2004 | 2006 | 2009 |
| ---- | ---- | ---- | ---- | ---- | ---- | ---- | ---- | ---- |
| 316  | 299  | 252  | 198  | 194  | 201  | 211  | 218  | 204  |

| 2014 | 2019 | 2022 | - | - | - | - | - | - |
| ---- | ---- | ---- | - | - | - | - | - | - |
| 208  | 206  | 207  | - | - | - | - | - | - |

### Enseignement
Établissements d'enseignements :
- Écoles maternelles et primaires à Le Bouchon-sur-Saul, Montiers-sur-Saulx, Savonnières-en-Perthois, Chevillon, Stainville.
- Collèges à Chevillon, Ligny-en-Barrois, Joinville, Ancerville.
- Lycées à Ligny-en-Barrois, Joinville, Saint-Dizier.

### Santé
Professionnels et établissements de santé :
- Médecins à Dammarie-sur-Saulx.
- Pharmacies à Dammarie-sur-Saulx.
- Hôpitaux à Bar-le-Duc, Saint-Dizier, Joinville, Vitry-le-François.

### Cultes
- Culte catholique, Paroisse Saint Eloi Saulx Et Perthois[32], Diocèse de Verdun.

## Budget et fiscalité 2022

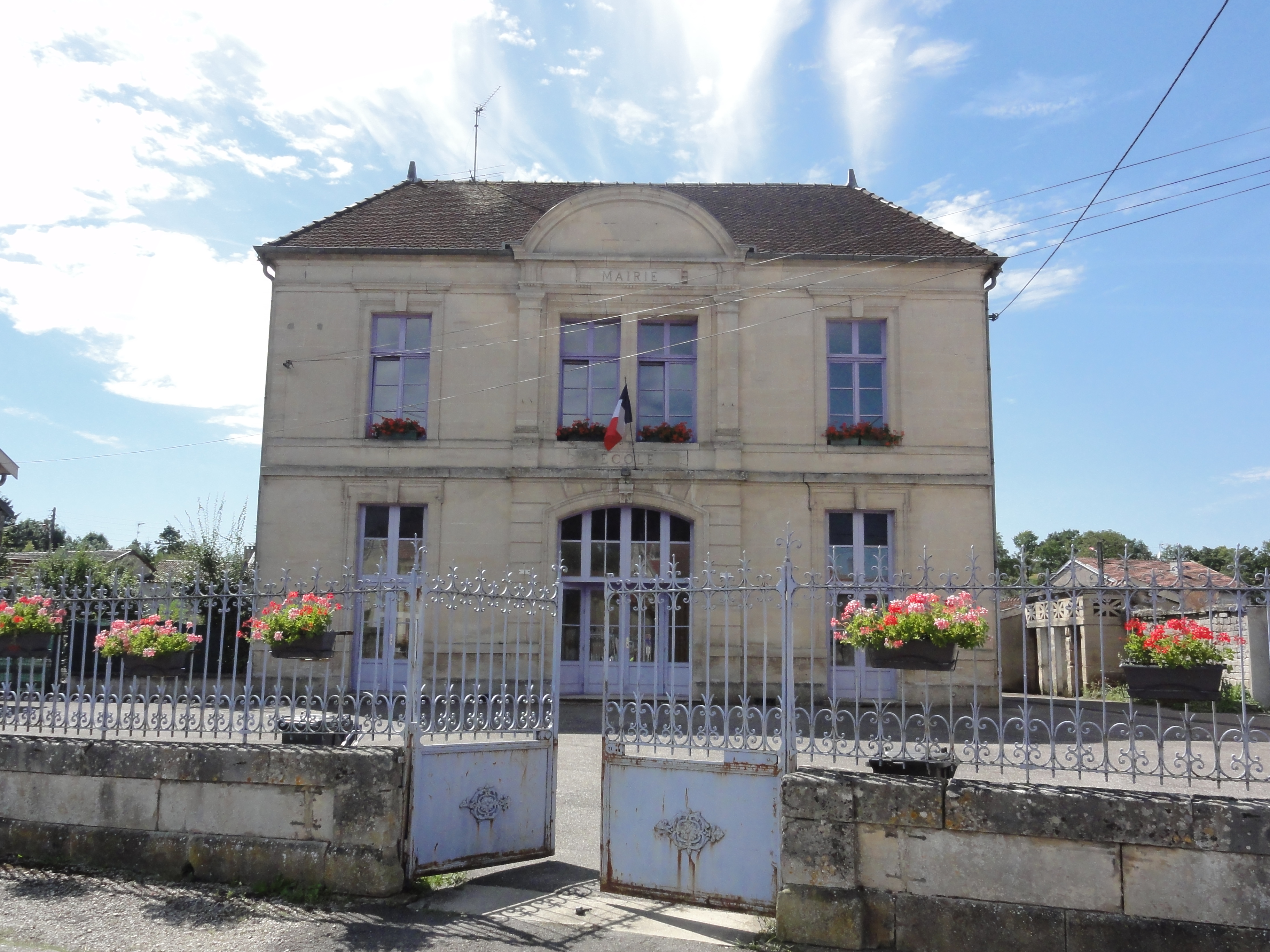
Mairie - école.

En 2022, le budget de la commune était constitué ainsi :
- total des produits de fonctionnement : 101 000 €, soit 486 € par habitant ;
- total des charges de fonctionnement : 107 000 €, soit 517 € par habitant ;
- total des ressources d'investissement : 137 000 €, soit 654 € par habitant ;
- total des emplois d'investissement : 121 000 €, soit 580 € par habitant ;
- endettement : 4 000 €, soit 19 € par habitant.

Avec les taux de fiscalité suivants :
- taxe d'habitation : 7,07 % ;
- taxe foncière sur les propriétés bâties : 30,08 % ;
- taxe foncière sur les propriétés non bâties : 14,79 % ;
- taxe additionnelle à la taxe foncière sur les propriétés non bâties : 0,00 % ;
- cotisation foncière des entreprises : 0,00 %.

Chiffres clés Revenus et pauvreté des ménages en 2020 : médiane en 2020 du revenu disponible, par unité de consommation : 22 890 €.

## Économie

### Entreprises et commerces

#### Agriculture
- Culture de céréales, de légumineuses et de graines oléagineuses.
- Sylviculture et autres activités forestières.
- Reproduction de plantes.
- Culture et élevage associés.

#### Tourisme
- Hébergements et restauration à Chamouilley, Joinville, Poissons, Houdelaincourt, Gondrecourt-le-Château.

#### Commerces
- Commerces et services de proximité[35].
- À la suite de l'adoption en 2006 par le parlement d'une loi sur les déchets nucléaires, l'ANDRA étudie, sur une zone de 28 km2 dont la commune fait partie, la faisabilité d’un site de stockage qui pourrait être créé dans une zone de 200 km2 autour de Bure.

## Culture locale et patrimoine

### Lieux et monuments

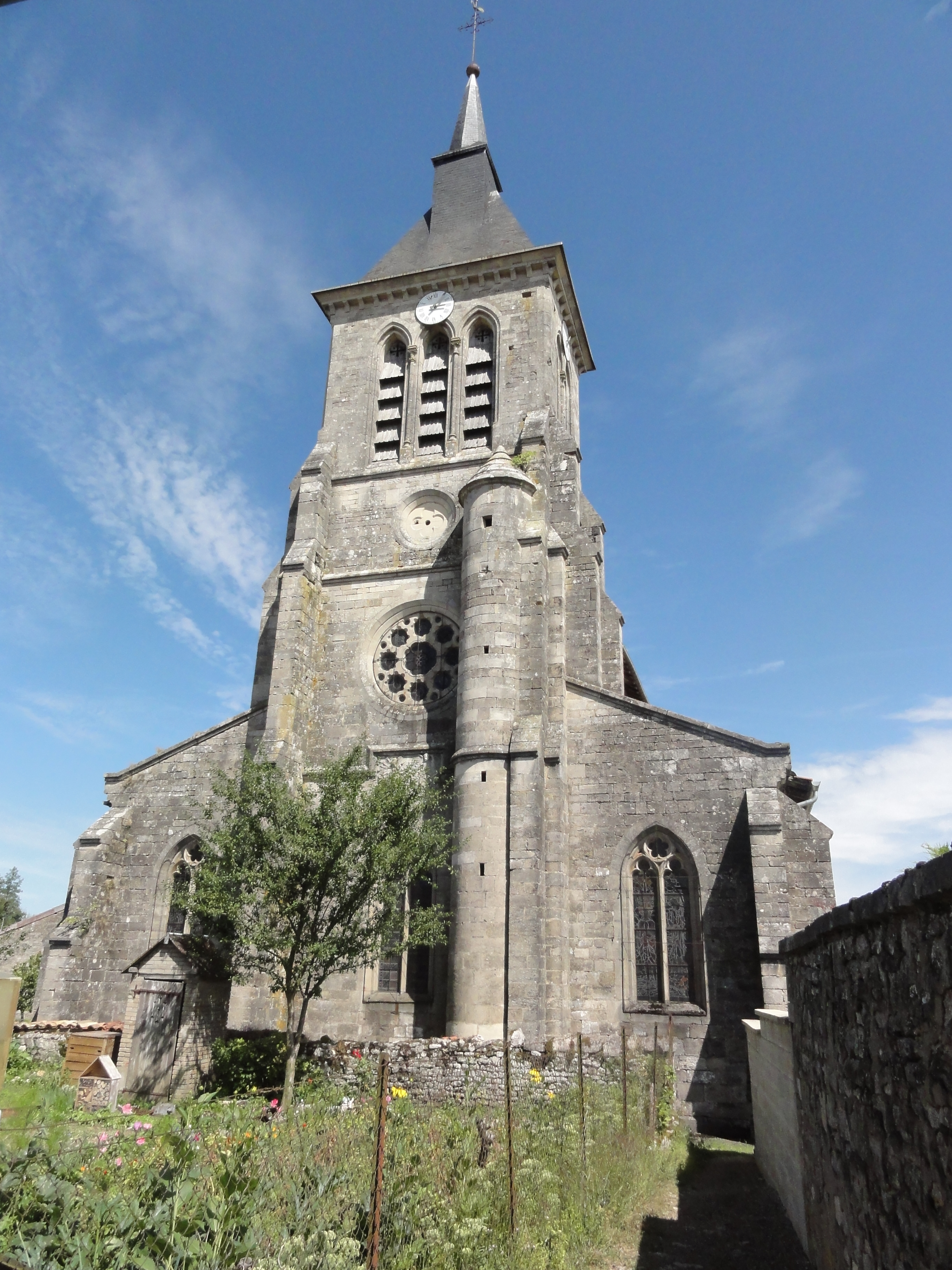
L'église Saint-Pierre-et-Saint-Paul.
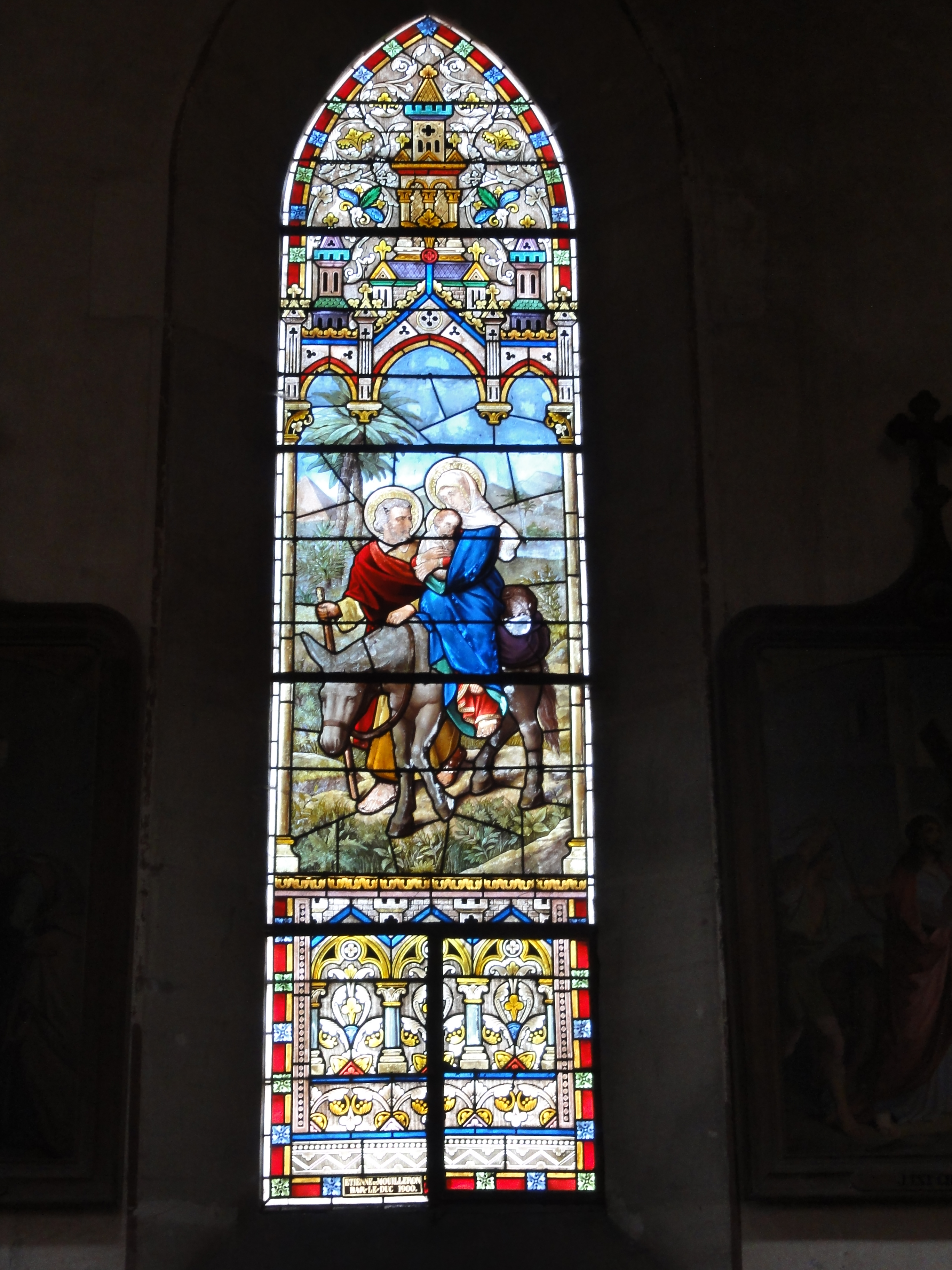
Vitrail.
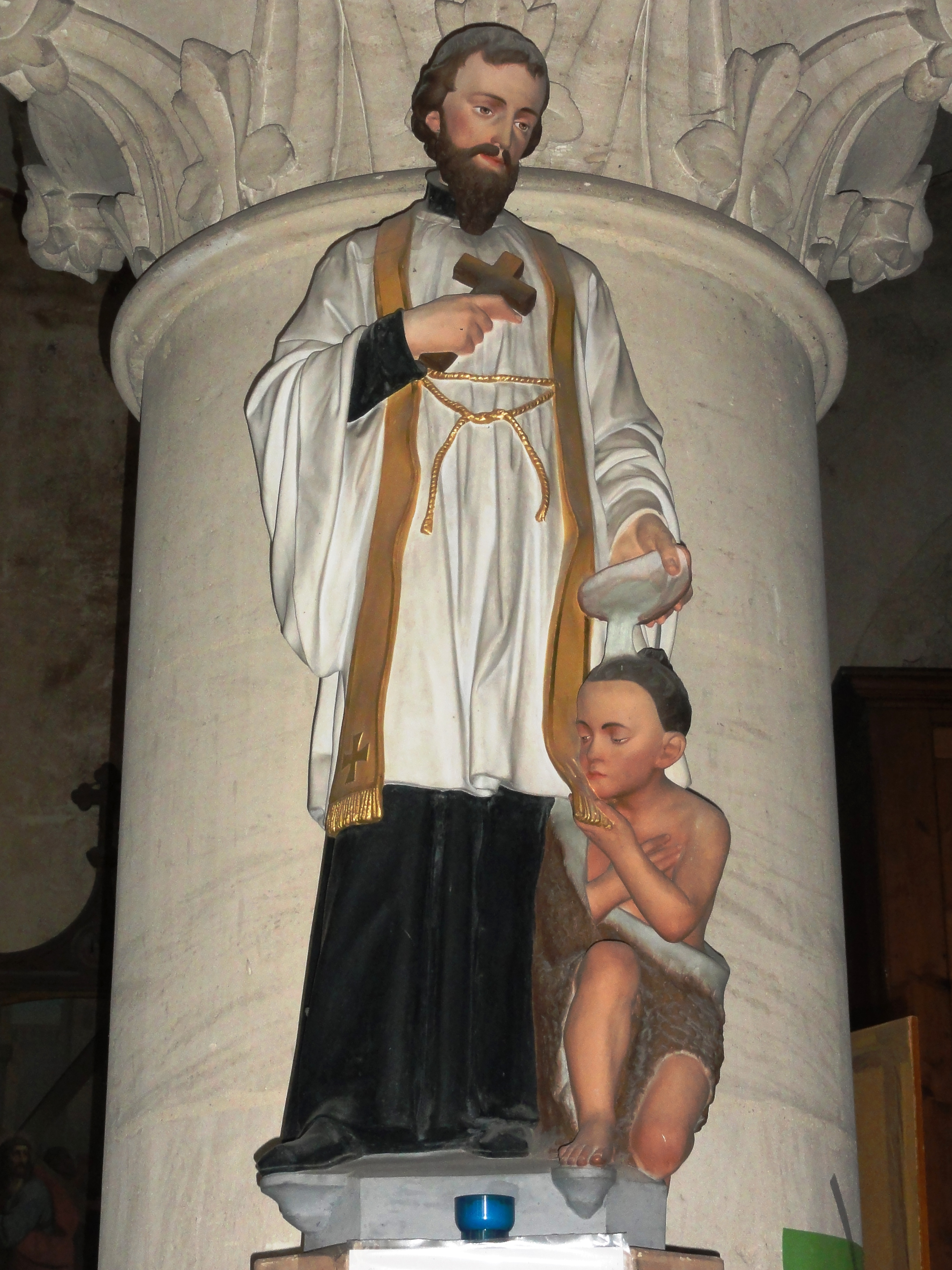
Statue de Saint François Xavier baptisant.
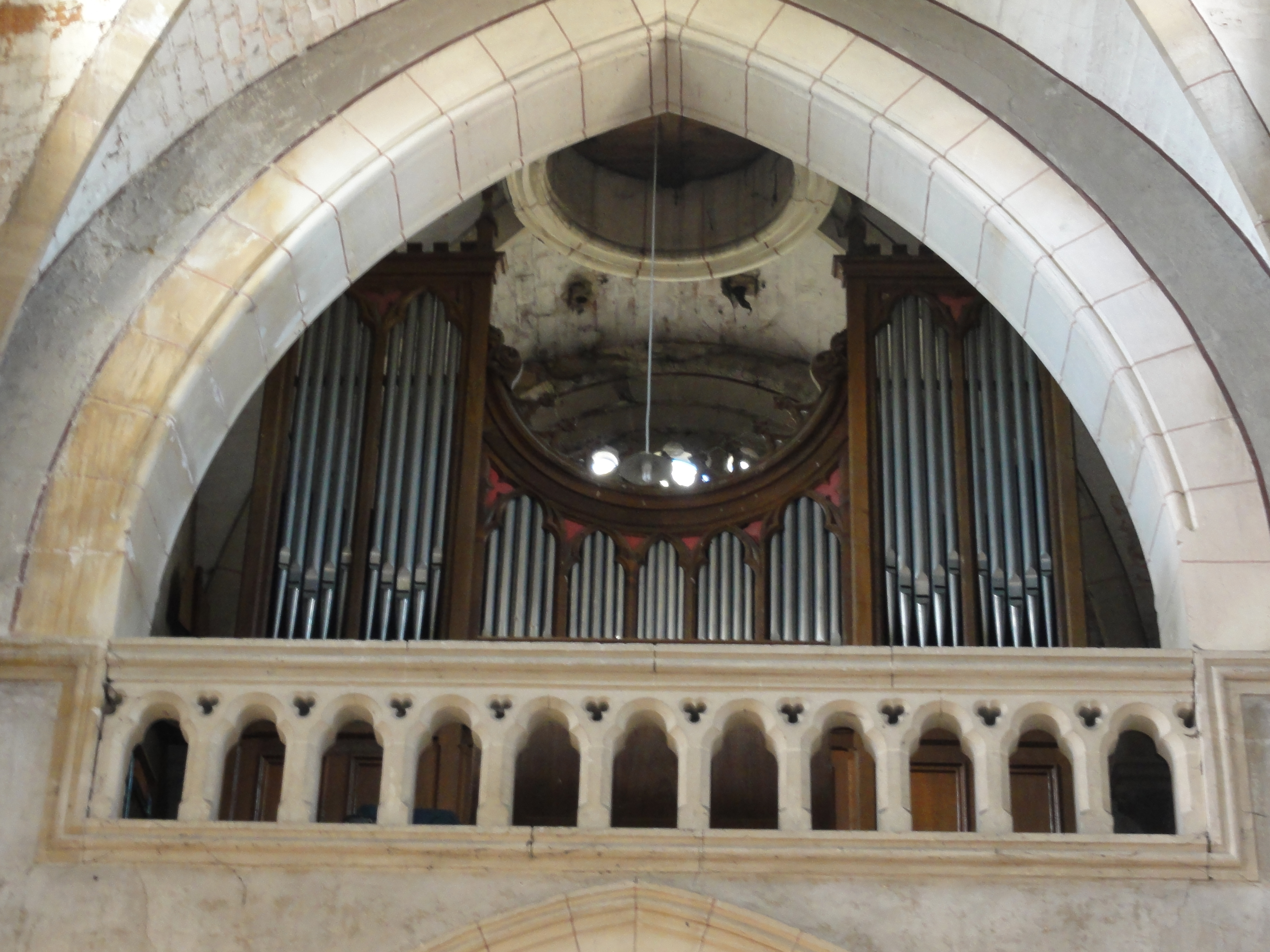
Les orgues.
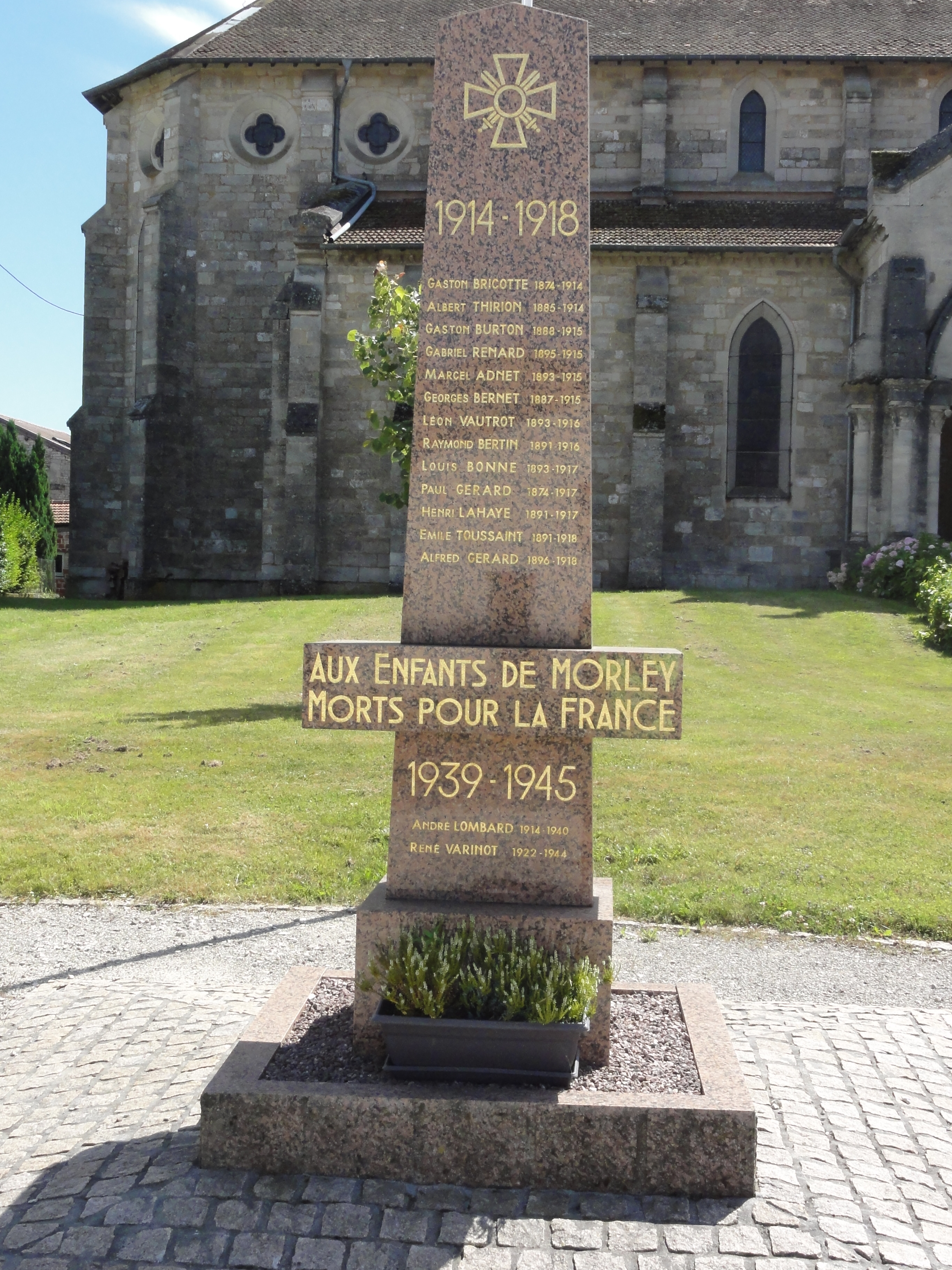
Monument aux morts.

- Église Saint-Pierre-et-Saint-Paul de Morley (en abréviation: Église Saint-Pierre).

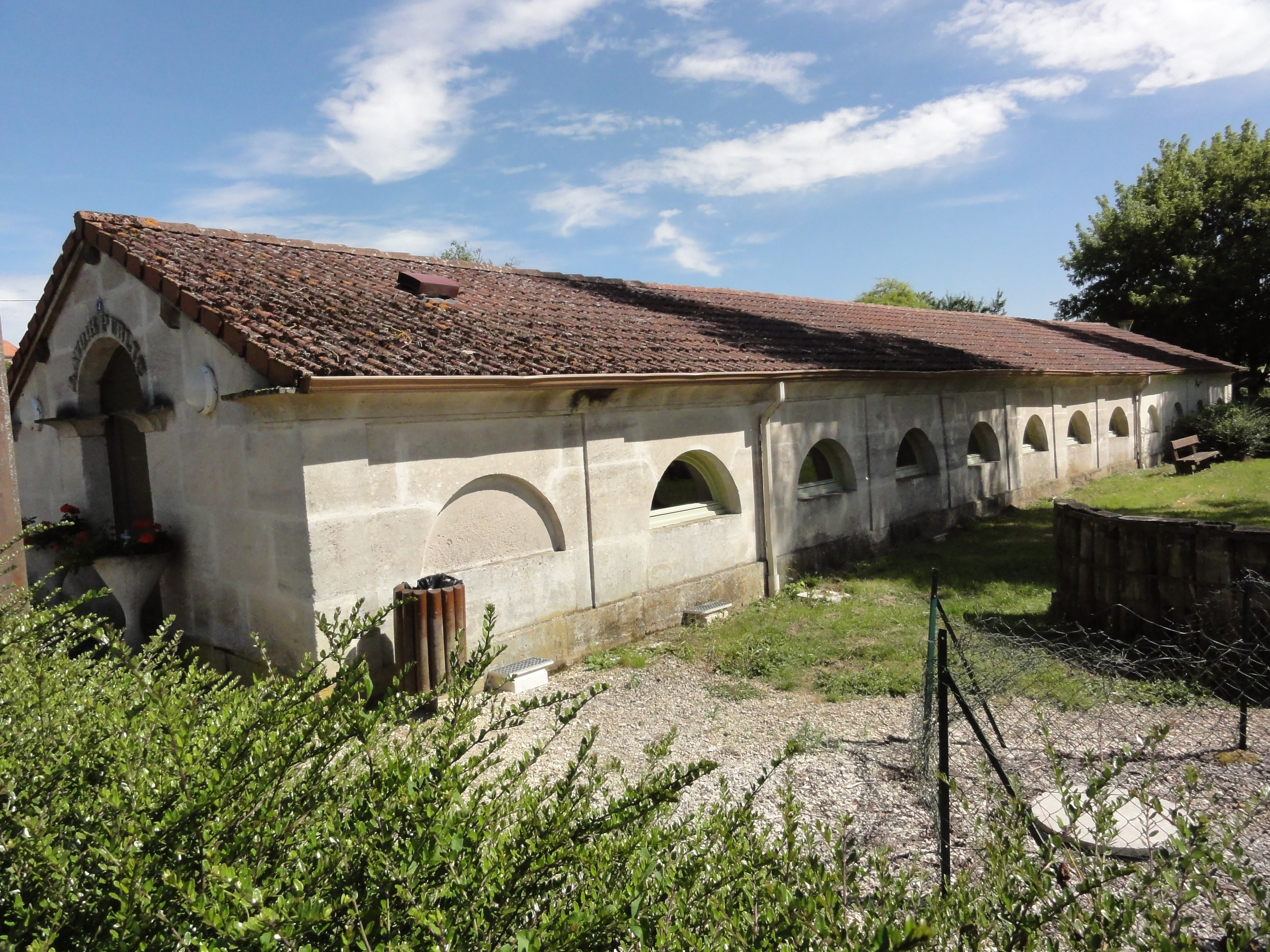
Ancien lavoir, salle des fêtes.

L'église est décorée d'une série de statues et de vitraux.
Les orgues Charles Didier-Van Caster datent de 1900,.
- Monument aux morts.
- L’ancien lavoir réhabilité en une salle multi-usages.
- L'hôpital du docteur Humbert de 1817, premier établissement orthopédique de France[38].
- Ancien moulin[39].

### Personnalités liées à la commune

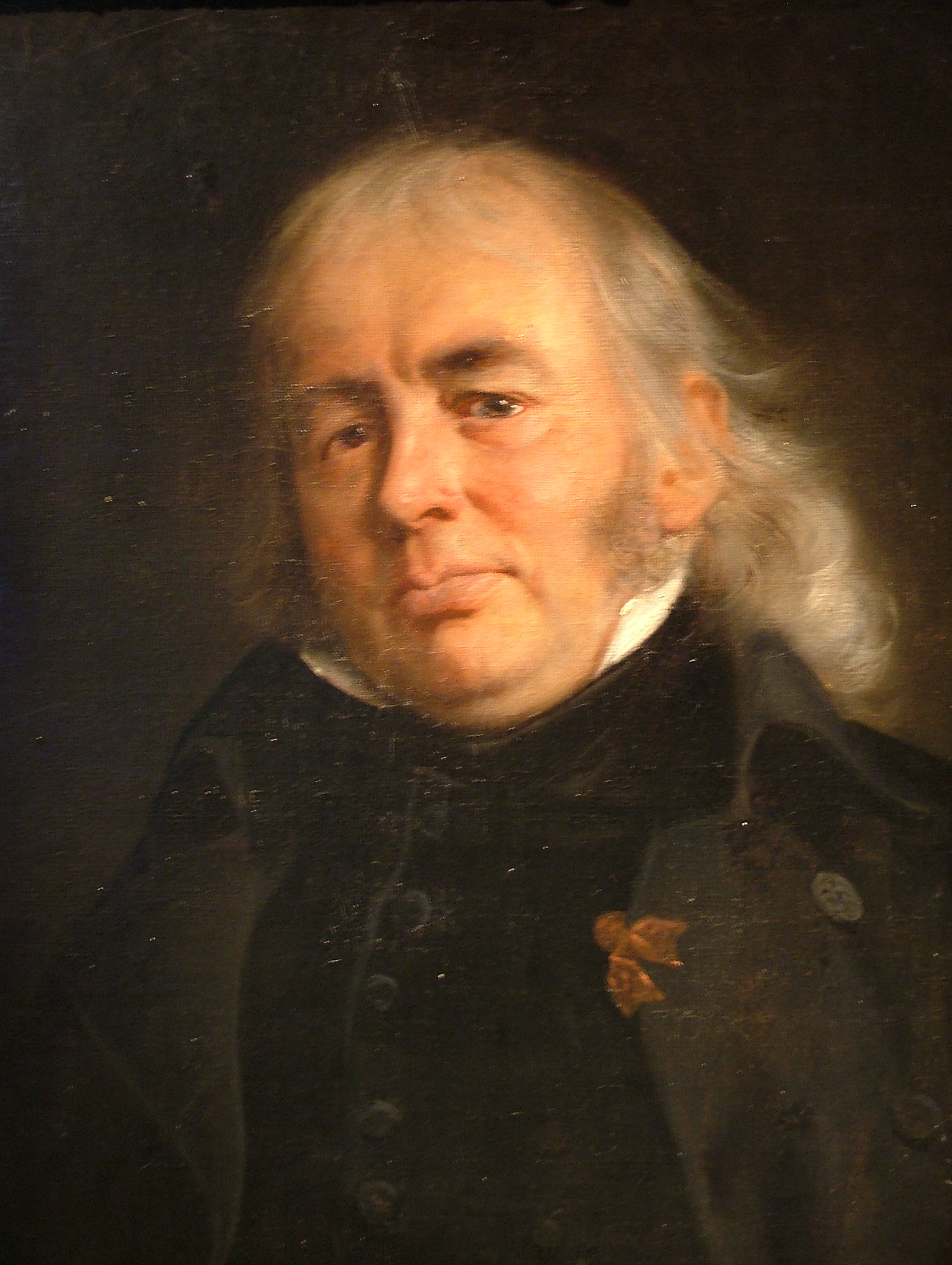
Portrait de F. Humbert, par Bouchot, musée barrois, Bar-le-Duc.

- François Humbert[41], né en 1776 à Châlons-sur-Marne dans la Marne (aujourd'hui Châlons-en-Champagne). Chirurgien, formé à Châlons, puis à Paris, Humbert accompagne l'armée d'Italie en 1799, et il enseigne à l'hôpital de Turin et à celui de Milan en 1800. La même année, il rentre à Châlons, puis s'installe à Morley (Meuse), ville dont il est maire de 1803 à 1812. En 1805, il est chirurgien-chef de l'hôpital de Joinville (Haute-Marne). Il se spécialise dans le traitement des déformations des membres inférieurs et de la colonne vertébrale, et fonde un établissement orthopédique à Morley, en 1817. Jusqu'en 1846, il y soigne de nombreux patients venus de France et de l'étranger. Il décède en 1850 à Morley. François Humbert, chevalier de la légion d'honneur, a publié : 
  - (avec N. Jacquier) Essai et observations sur la manière de réduire les luxations spontanées de l'articulation ilio-fémorale, (avec N. Jacquier) Bar-le-Duc, 1831-1834, (prix Montyon 1835 de l'Académie nationale de médecine) [lire en ligne] ;
  - De l'invention et de l'emploi de l'hybomètre, instrument destiné à faire connaître les divers changements que le corps éprouve par suite d'une incurvation du rachis, Bar-le-Duc, 1834 ; [lire en ligne]
  - (avec N. Jacquier et François Humbert fils) De l'emploi des moyens mécaniques et gymnastiques dans le traitement des difformités du système osseux, 1835 ; réédition : Traité des difformités du système osseux, ou de l'emploi des moyens mécaniques et gymnastiques dans le traitement de ces maladies, 1838 [lire en ligne]